# Corneille de Bourgogne
Corneille de Bourgogne dit « le Grand Bâtard de Bourgogne », né vers 1420 et mort le 16 juin 1452 au combat de Rupelmonde (aujourd'hui Kruibeke en Belgique), est l'aîné des nombreux enfants naturels du duc de Bourgogne Philippe le Bon (1396-1467).

## Biographie
Corneille est le premier fils naturel de Philippe III de Bourgogne (1396-1467), né de sa maîtresse Catherine Schaers.
Il reçoit la seigneurie de Beveren en 1449 et est fait chevalier en 1452.
Il meurt au combat à la Bataille de Rupelmonde ou Bataille de Bazel contre les Gantois le 16 juin 1452.
Son demi-frère naturel, Antoine (v. 1421-1504) reçoit alors le titre de « Grand Bâtard de Bourgogne » et la seigneurie de Beveren.
Il est inhumé dans la cathédrale Saint-Michel de Bruxelles.

## Descendance
Resté célibataire, il laisse deux fils naturels, nés de sa maîtresse Marguerite Corbeau (ou Corbaulde) :
- Jérôme, chanoine en 1471, d'où un fils : Antoine (légitimé en 1530) ;
- Jean, bâtard de Bourgogne (mort à Enguinegatte (Pas-de-Calais), 7 août 1479), d'où deux filles : Isabeau (morte en 1504) et Marguerite (morte en 1542).